# Vatica heteroptera
Espèce
Classification phylogénétique
Statut de conservation UICN

 NT  : Quasi menacé
 Vatica heteroptera est un arbre sempervirent endémique de Malaisie péninsulaire appartenant à la famille des dipterocarpaceae

## Répartition
Endémique à la péninsule malaise.

## Préservation
Espèce menacée par la déforestation et l'exploitation forestière.